# Фризахские анналы
Фризахские анналы лат. Annales Frisacenses — написанные на латинском языке исторические заметки фризахского (в Каринтии) доминиканского монастыря. Сохранились в бумажной рукописи XV в. Охватывают период с 1217 по 1492 гг. Содержат сведения главным образом по истории Германской империи в XIII в.

## Издания
- Annales Frisacenses / ed. L. Weiland // MGH, SS. Bd. XXIV. Hannover. 1879[2].

## Переводы на русский язык
- Фризахские анналы в переводе И. М. Дьяконова на сайте Восточной литературы